# 평택부발선
평택부발선(동서횡단철도)은 경기도 평택시 안성시,이천시를 연결하는 철도 노선이다. 
제4차 국가철도망 계획에 포함되어 2024년 연말 예비타당성조사 결과 발표 예정이다. 이 노선이 개통되면 서해안 평택항에서 동해안 강릉까지 동서 미싱구간이 연결되며 2024년 기준 평택에서 강릉까지 2시간30분 소요되는 시간이 1시간20분에 주파가 가능하고, 안성에서는 49분만에 주파가 가능하다.
```
2025년 7월11일 예비타당성조사에서 탈락했다
```